# مریت گیفین
مریت گیفین (انگلیسی: Merritt Giffin؛ ۲۰ اوت ۱۸۸۷ – July 11, 1911 (aged 23)) ورزشکار دو و میدانی اهل ایالات متحده آمریکا بود.
وی در مسابقات کشوری و بین‌المللی در مجموع برندهٔ ۱ مدال نقره شده‌است.